# Girona Fútbol Club "B"
El Girona Fútbol Club "B" es un club de fútbol de España, de la ciudad de Gerona, en Cataluña, filial del Girona Fútbol Club. Actualmente milita en la Segunda Federación.

## Historia
Fundado en el verano de 2011 como Girona B, la RFEF (Real Federación Española de Fútbol) le negó la inscripción al club en su primera temporada por inscribirse fuera de tiempo, y se inscribió en Segunda Catalana en la temporada 2012-13.
En su primera temporada, el Girona B logró el ascenso a Primera Catalana, tras vencer al CE El Cattlar. En 2016, tras el establecimiento de un acuerdo entre el Girona y el CF Peralada, el Girona B fue degradado como "equipo C" del club.
Este nuevo estatus se formalizó el 23 de julio de 2017, cuando el club pasó a denominarse Girona C como consecuencia de que los socios del CF Peralada aprobaron el cambio de nombre a CF Peralada-Girona B.
Al final de la temporada 2018-19, Girona C terminó segundo en su grupo de la Primera Catalana, perdiendo el ascenso a la Tercera División solo en un partido de play-off. Al mismo tiempo, la afiliación del CF Peralada con el Girona terminó ya que ellos mismos fueron relegados a la Tercera División, lo que provocó que el Girona C recuperara su nombre original de Girona B.
El Girona B consiguió posteriormente el ascenso a Tercera división de España en 2020, tras acabar primero en su grupo de la Primera Catalana.